# Schaffel
Schaffel est un genre fusion de techno et rock dans lequel la percussion de techno minimale est mélangée pour mettre l'accent sur les contretemps.

## Histoire
Issu du swing et du RnB, le genre est popularisé par des artistes de glam rock comme T. Rex avec leur tube Hot Love en 1971, et Gary Glitter avec son tube Rock and Roll Part 2 en 1972.
Le rythme schaffel est resté utilisé dans les genres de musique électronique et on le retrouve dans des titres tels que Personal Jesus de Depeche Mode.
Kompakt, le label de Michael Mayer, a sorti une série de compilations intitulées Schaffelfieber (trad. : « Fièvre du schaffel »).